# ポイント・アンド・クリック

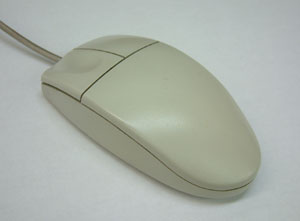
2ボタン型・ボール式マウス

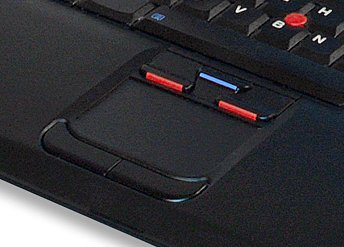
タッチパッド

ポイント・アンド・クリック（英語: point-and-click）は、ポインティングデバイス（もっぱらマウス、あるいはトラックボール、タッチパッド、ペンタブレットなど）でマウスカーソルを動かし（ポイント、英語: point）、ボタンを押して放す（クリック、英語: click）操作である。クリックという言葉は「カチッ」という音を表す英語の擬音語に由来する。
タッチパッドでは特にタップ(tap)と呼ばれることもある。また、主にマウスやタッチパネルにてボタンなどを一定時間押したままにする動作をプレス・アンド・ホールドあるいは単に長押しと呼んで区別することがある。

## クリックの種類
クリックは最も基本的なボタン操作であり、どのボタンもクリックだけはできるか、あるいはさもなくばボタンがまったく機能しないかである。

### 押すボタンによる分類
マウスのどのボタンを押すかによって、以下のような分類がある。
- 左クリック（単にクリックと略される）
- 右クリック

1990年代後半以降、
- 中クリック（中央クリック、ミドルクリック、センタークリック、ホイールクリックとも呼ばれる）

ができる3ボタンマウスが普及しだした。
Macのマウスボタンは1つだが、2ボタン以上を想定するシステムでは左クリックとして扱われる。中ボタンの代わりにスクロールホイールがあるマウスでは、ホイールをクリックすると中クリックとして扱われる。
さらに多ボタンマウスでは、サイドボタンなどをクリックできることもある。

### 押す回数による分類
ボタンを押す回数によって、以下のように分類される。
- シングルクリック（単にクリックとも呼ばれる）
- ダブルクリック
- トリプルクリック（機能しない場合もある）

## シングルクリック
クリックとは、ポインタを動かさずに1回ボタンを押して離すことである。後述のダブルクリックとの対比でシングルクリックと呼ばれることもある。
- 「左クリック」と呼ばれる操作は2ボタン以上のマウスの場合、初期設定で左側のボタンを使ったクリックを指す。これはポインティングデバイスで一番良く使われる操作であり、オブジェクトの選択に用いられる。単にクリックといったときはこれを指す。
- 一般に「右クリック」と呼ばれる操作は初期設定で一番右端にあるボタンを用いたクリックであり、多くの場合コンテキストメニューの表示が割り当てられている。
- ホイール付きマウスでは、スクロールホイールがクリック可能な場合がある。これを「中クリック」あるいは「ミドルクリック」などと呼ぶ。左クリックや右クリックとは違いどんな機能が割り当てられるかは各アプリケーションによりまちまちである。

「左」「右」「中」という位置関係は右利き用のマウス設定の場合を指しており、左利き用設定では「左」と「右」のクリックの機能は逆転する。
「ワンクリック」などの言葉は、クリック募金、ワンクリック契約など手軽さを表現するときに使われる言葉でもある。

## ダブルクリック
マウスを動かさずに素早く2回クリックすること。オブジェクトを実行したり、開いたりするのに用いられる。主に「左クリック」で用いられるボタンが用いられる。
文字列上をダブルクリックすると、単語が選択される。

## トリプルクリック
ダブルクリックと同じ要領で3回クリックすること。シングル、ダブルクリックよりも一般的ではない操作であり、一部のアプリケーションで使える場合がある程度。
文字列上をトリプルクリックすると、段落が選択される。

## クリックの判定
多くの場合、“クリックした” と判断されるのはマウスのボタンを押して、“放した時” であり、押しただけの状態だと、“クリックした” とは判断されない。押したままの状態はプレスといい、ソフトウェアによっては何らかの操作が出来ることもある。プレスはしばしば「長押し」などと呼ばれる。
クリックするという指示がある場合は、ほとんどの場合瞬間的に押して離す動作を表す。特にダブルクリックではその瞬間の動作を2連続で行う必要がある。これらの動作間隔を素早く行えない人のために、ソフトウェア特にOSではその動作の認識間隔を調整できることが多い。
マウスのボタンを押したままマウスを移動させることを「ドラッグ」といい、ほとんどの場合クリックとは異なる動作として認識される。

## フィッツの法則
フィッツの法則は、ポイント・アンド・クリック操作に必要とされている時間を定量化するために使用できる。
{\displaystyle T=a+b\,\log _{2}{\Bigg (}1+{\frac {D}{W}}{\Bigg )}}
- T: 動きを終了するまでにかかった平均時間[注釈 1]。
- a: 機器の開始/終了時間。
- b: 機器固有のスピード。

これらの定数は、測定されたデータを直線に線形回帰することによって実験的に決定することができる。
- D: 出発点から目標の中央への距離[注釈 2]。
- W: 動作の軸に沿って測定された目標の幅。最終的な位置の許容誤差とみなせる。このとき動作の最後の地点が目標の中央の ±W⁄2 に入らなければならない。

## ツールチップ

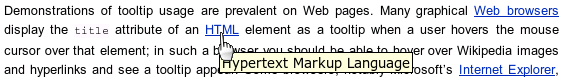
ハイパーリンクのために表示されるウェブブラウザのツールチップ

Internet Explorerなどの一部のソフトウェアでは、マウスカーソルをリンクの上に移動させて、少し待つとツールチップがポップアップ表示される。